# 军事同盟
軍事聯盟是國家之間關於國家安全所達成的正式協議，結成軍事聯盟的國家同意在危機發生時，積極參與保衛聯盟中的其他國家。如果聯盟中的一個國家受到攻擊，聯盟其他成員即使沒有受到直接攻擊，也通常有義務進行防禦。 在第二次世界大戰之後，軍事同盟通常表現得不那麼咄咄逼人，而更多地起到威懾的作用。
軍事同盟可分為防禦條約、互不侵犯條約和積極軍事互助協約。 聯盟可能是秘密的，比如1870年到1916年時很常見，也可能是公開的。根據2002年的軍事同盟數據集，從1815年到2003年，共有538個同盟條約。絕大多數同盟都承諾在戰爭中為一個盟友提供軍事支持，本質上是防禦性的。

## 已不存在的軍事同盟
- 拉丁同盟
- 提洛同盟
- 伯羅奔尼撒同盟
- 亞該亞同盟
- 羅唐同盟
- 羅濟同盟
- 麗濟同盟
- 金夏同盟
- 三國聯盟 (1668年)
- 反法同盟
- 四國同盟 (1815年)
- 五國同盟
- 萨长同盟
- 三帝同盟
- 老同盟
- 神聖同盟
- 法美同盟
- 法俄同盟
- 英普同盟
- 英日同盟
- 巴爾幹同盟
- 德奧同盟
- 協約國
- 同盟國 (第一次世界大戰)
- 苏德互不侵犯条约
- 反共產國際協定
- 轴心国
- 同盟國 (第二次世界大戰)
- 大東亞共榮圈
- 华沙条约组织
- 中部公約組織
- 東南亞條約組織（1954年9月～1977年6月）
- 中美共同防禦條約（1955年3月～1980年1月）

## 现存的軍事同盟
- 阿以反伊聯盟
- 抵抗軸心
- 英葡聯盟[6]
- 自願聯盟 (俄烏戰爭)
- 北大西洋公约组织（NATO）[7]
- 英國遠征軍聯合部隊
- 集體安全條約組織（CSTO／ОДКБ）
- 俄白聯盟國
- 北美防空司令部（NORAD）
- 五眼聯盟（FVEY）
- 五国联防（FPDA）
- 四边安全对话（QSD／QUAD）
- 太平洋安全保障條約（ANZUS）
- 澳英美聯盟（AUKUS）
- 美日安保條約
- 美韓共同防禦條約
- 美菲聯防條約
- 中朝友好合作互助条约
- 薩赫勒國家聯盟[8]
- 俄朝全面战略伙伴关系条约[9]
- 俄伊全面战略伙伴关系条约[10]